# Сахароміцетальні
Saccharomycetales — порядок (ряд) грибів, всі представники якого — дріжджі, що брунькуються. Належить до відділу аскоміцетів, є єдиним порядком у своєму класі і підвідділі.